# Whatcha Say
"Whatcha Say" là một ca khúc do ca sĩ người Mĩ Jason DeRulo trình bày. Đây là đĩa đơn đầu tiên được phát hành từ album mang tên mình của anh. Bài hát do J. R. Rotem sản xuất với sự cộng tác của Fuego và một đoạn nhạc từ ca khúc "Hide and Seek" của Imogen Heap.

## Video
Video của ca khúc đã được phát hành miễn phí trên iTunes vào ngày 27 tháng 10 năm 2009.

## Các track
Đĩa mở rộng "The Whatcha Say EP" phát hành ngày 23 tháng 10 năm 2009, có nhiều bản remix của ca khúc cùng với phiên bản gốc và phiên bản acoustic.
- The Whatcha Say EP

1. Whatcha Say (Original Version) 03:42
2. Whatcha Say (Acoustic Version) 03:42
3. Whatcha Say (Wawa Radio Edit) 03:24
4. Whatcha Say (Klubjumpers Radio Edit) 04:02
5. Whatcha Say (Johnny Vicious Club Mix) 07:32
6. Whatcha Say (Wawa Extended Remix) 05:36
7. Whatcha Say (Klubjumpers Extended Remix) 05:39
8. Whatcha Say (Bill Hamel Remix) 06:13

## Diễn biến trên các bảng xếp hạng
"Whatcha Say" lần đầu tiên xuaats hiện trên Billboard Hot 100 với vị trí 54 vào ngày ấn hành 29 tháng 8 năm 2009. Nó đạt vị trí quán quân vào ngày ấn hành 14 tháng 11 năm 2009.  Nó cũng đứng đầu bảng xếp hạng Canadian Nielsen SoundScan Digital Songs.

### Bảng xếp hạng
| Bảng xếp hạng (2009)      | Vị trí cao nhất |
| ------------------------- | --------------- |
| Australian Singles Chart  | 59              |
| Canadian Hot 100          | 3               |
| New Zealand Singles Chart | 4               |
| Swedish Singles Chart     | 47              |
| U.S. Billboard Hot 100    | 1               |